# Vladimir Barović
Vladimir Barović (Banja Luka, 7. studenoga 1939. – Vis, 29. rujna 1991.), crnogorski kontraadmiral.
Rodio se u braku Crnogorca i Slovenke. Otac mu je bio general JNA i prvi ratni zapovjednik Prištine 1945. godine. Ubrzo nakon što je postavljen na tu dužnost, smijenjen je, jer se protivio teroru nad tamošnjim Albancima. Zbog toga su suborci Vladimira Barovića zapisali: "Staro pravilo: od valjanog korjena - svaki list je valjan".
Za zapovjednika Vojno-pomorskog sektora Pule imenovan je poslije razrješenja službe zapovjednika Vojno-pomorskog sektora Boke. U službi zapovjednika puljskog garnizona sudjelovao je u pregovorima oko odlaska JNA iz Pule. Ostao je tada upamćen po časnom držanju i izjavi: Ovdje neće biti razaranja dok sam ja zapovjednik, a ako ipak budem prisiljen narediti razaranje Pule i Istre, mene tada više neće biti. Dan nakon razrješenja službe zapovjednika VPS Pule imenovan je zamjenikom zapovjednika Vojno-pomorske oblasti u Splitu pri čemu dužnost preuzima na Visu od admirala Mile Kandića. Iste večeri u zgradi ambulante Vojno-pomorskog uporišta na Visu izvršava suicid pucnjem u sljepoočnicu ostavivši iza sebe oproštajno pismo u kojem među ostalim piše da se odlučio na časnu smrt jer nije htio da ratuje protiv bratskog hrvatskog naroda. Odnosno, za razlog samoubojstva navodi agresiju JNA protiv Hrvatske koja je za njega predstavljala djelo suprotno crnogorskoj časti "jer se Crnogorci ne mogu boriti i uništavati narod koji im nije ništa skrivio", a navodi i nemogućnost sprečavanja djelovanja JRM protiv Hrvatske i neslaganje sa zapovjedništvom JNA.
Suicid je počinio na dan kad je preuzeo dužnost načelnika stožera Vojnopomorske oblasti, što je značilo da bi time bio suglasan na svako borbeno djelovanje protiv hrvatskih građana, a Barovićeva vojnička i nacionalna čast nije mu to dopuštala, kako je naveo u oproštajnom pismu.
Pokopan je u Herceg-Novom.
13. srpnja 2016., crnogorski predsjednik Filip Vujanović mu je povodom Dana državnosti Crne Gore, posmrtno dodijelio Orden za hrabrost. 

## Činovi
- kontraadmiral, redovno promaknut 22. prosinca 1990. Ukazom Predsjednika predsjedništva SFRJ-a br. 1/76.